# Craig Ferguson

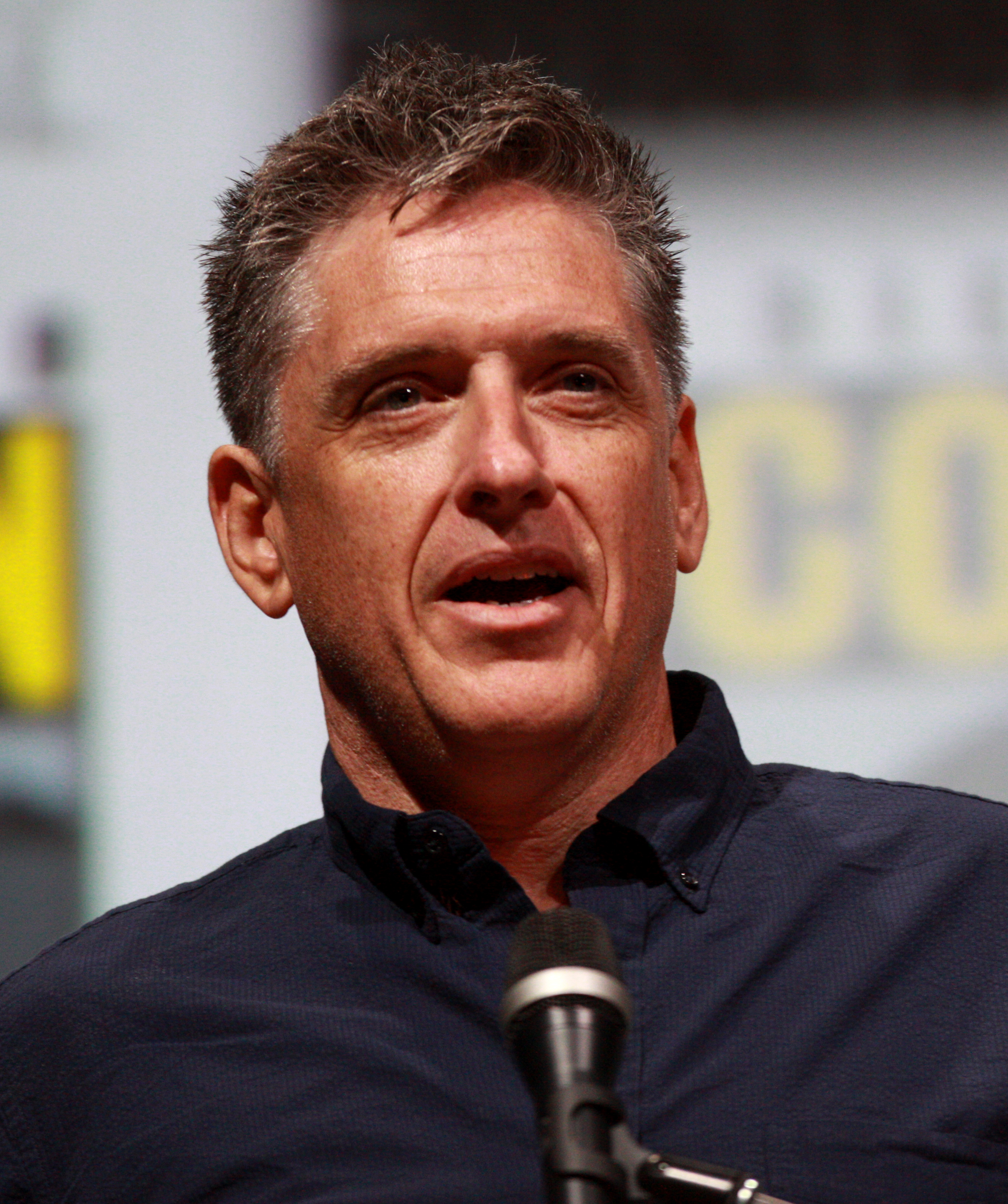
Craig Ferguson bei der Comic-Con 2013

Craig Ferguson (* 17. Mai 1962 in Glasgow, Schottland) ist ein britisch-US-amerikanischer Fernsehmoderator, Komiker, Schauspieler, Filmregisseur und Schriftsteller. Er war von 2005 bis Dezember 2014 der Moderator der Late Late Show with Craig Ferguson, einer Late-Night-Show, die von Worldwide Pants Incorporated, der Fernseh- und Filmproduktionsfirma von David Letterman, produziert wurde. Sie wurde vom US-amerikanischen Fernsehsender CBS direkt nach der Late Show with David Letterman ausgestrahlt.

## Karriere
Der gebürtige Schotte Ferguson begann seine Karriere zunächst in Großbritannien, zog 1994 in die USA und nahm im Jahr 2008 die US-amerikanische Staatsbürgerschaft an. Seine Schwester ist die Schauspielerin und Moderatorin Lynn Ferguson.
Fergusons Karriere begann in den frühen 1980er Jahren als Schlagzeuger in der britischen Punkrockband „The Bastards from Hell“ (später: „The Dreamboys“) zusammen mit Peter Capaldi. Ab 1985 hatte er seine ersten Erfolge als Stand-up-Comedian unter dem Pseudonym „Bing Hitler“. Der endgültige Durchbruch für die von ihm als Parodie auf den schottischen Nationalismus geschaffene Figur fand 1986 beim renommierten Edinburgh Festival Fringe statt. Kurz darauf folgten die ersten Fernseh- und Theaterangebote. Unter anderem spielte er bei der BBC-Sitcom Chelmsford 123 und im Londoner Westend in der Musicalversion der Rocky Horror Show als Brad Majors mit. Anfang der 1990er Jahre begannen seine Karriere und Gesundheit unter den Folgen seines exzessiven Drogenkonsums und Alkoholismus zu leiden, was ihn 1992 zu einer erfolgreichen Entziehungskur veranlasste und anschließend zu seiner Auswanderung in die USA führte.
Nach einer längeren, weniger erfolgreichen Phase kam Ferguson 1996 in der erfolgreichen Sitcom Drew Carey Show unter und spielte darin in 185 Episoden bis 2004 die Rolle des englischen Chefs von Carey, Nigel Wick, wofür er einen bewusst übertriebenen englischen Akzent annahm. In den letzten beiden Staffeln der Serie trat er nur noch als Gast auf.
Im Jahr 2005 übernahm er die Moderation der Late Late Show als Nachfolger von Craig Kilborn. Dabei wurde er von CBS als einer von vier potentiellen Kandidaten ausgesucht. Seine Konkurrenten waren D. L. Hughley, Damien Fahey und Michael Ian Black. Im April 2014, nach 10 Jahren als Gastgeber, erklärte er, dass er die Late Late Show verlassen würde.  Am 19. Dezember erfolgte die letzte Late Late Show with Craig Ferguson, sein Gast war Jay Leno. 
Fergusons Moderationsstil unterschied sich grundlegend von anderen klassischen Late-Night Formaten wie Late Night (NBC) durch die Abkehr von vorgefertigten Witzen hin zu einer eher persönlichen Herangehensweise, die oftmals selbstironische Bezüge zur Qualität der Sendung oder zu eigenen gesundheitlichen Problemen in der Gegenwart wie auch der Vergangenheit enthielt. So widmete er einen Eingangsmonolog seinem kurz zuvor verstorbenen Vater und seiner drei Jahre später verstorbenen Mutter und nahm die Krise von Britney Spears im Jahr 2008 zum Anlass, sie in Schutz zu nehmen und in der Show sehr ernst über seinen eigenen Alkoholismus, die damit einhergehenden Suizidgedanken und seinen Entzug Anfang der 1990er Jahre zu sprechen. Im Jahr 2009 moderierte Ferguson ein Special von zwei Sendungen ohne Zuschauer, bei denen Stephen Fry und Desmond Tutu die Gäste waren. Die Episode mit Tutu wurde mit dem Peabody Award ausgezeichnet. Seinen Auftritt in der Show bezeichnete er als einschneidend, da Tutu ihn darin bestätigte, auch verrückte Ideen umzusetzen.
Im April 2008 trat Ferguson, der kurz zuvor die US-Staatsbürgerschaft erhalten hatte, beim traditionellen Dinner der White House Correspondents’ Association auf. Von September 2014 bis Februar 2017 moderierte Ferguson die Spielshow Celebrity Name Game.
Im Jahre 2016 moderierte Ferguson die Show Join or Die with Craig Ferguson auf History, in der historische Ereignisse und Personen diskutiert wurden. Der Name der Sendung geht auf eine Grafik Benjamin Franklins aus dem Jahr 1754 zurück, die eine Schlange zeigt, die in Einzelteile zerschnitten wurde, was zur Einigkeit aufrufen sollte. Anlässlich seiner Einbürgerung in die USA hatte sich Ferguson diese auf den Unterarm tätowieren lassen. In der Show, die aus 22 Episoden besteht und nicht verlängert wurde, diskutierten Comedians und Wissenschaftler eine Shortlist von sechs Kandidaten. Themen einzelner Sendungen waren u. a. wer die größten Frenemies der Geschichte waren oder welche die einflussreichste Band aller Zeiten war.
Neben seiner TV- und Filmkarriere betätigt sich Craig Ferguson auch als Schriftsteller. Im Jahr 2006 veröffentlichte er den Roman Between the Bridge and the River und 2009 mit American on Purpose seine Autobiografie. Die Hörbuch-Version wurde für den Grammy 2011 als Bestes gesprochenes Album nominiert. Im Jahr 2019 folgten Memoiren unter dem Titel Riding the Elephant. Als Synchronsprecher lieh er mehrfach Figuren in Filmen von DreamWorks, Disney und Pixar die Stimme. Zudem veröffentlichte er Comedy-Programme auf Tonträgern und war mehrfach als Sänger aktiv. 
Von Februar 2017 bis Mai 2018 moderierte er bei Sirius XM die täglich ausgestrahlte, zweistündige The Craig Ferguson Show. Er ist zum dritten Mal verheiratet und lebt seit 2019 wieder in Schottland.

## Filmografie
- 1999: Der große Mackenzie (The Big Tease)
- 2000: Grasgeflüster (Saving Grace) (Drehbuch und Schauspieler)
- 2000: Chain of Fools
- 2001: Life without Dick – Verliebt in einen Killer
- 2003: I’ll Be There
- 2004: Lenny the Wonder Dog
- 2005: Vampire Bats
- 2006: Niagara Motel
- 2008: Craig Ferguson A Wee Bit o'Revolution (Stand Up)
- 2009: Die nackte Wahrheit (The Ugly Truth)
- 2010: The Hero of Color City
- 2010: Drachenzähmen leicht gemacht (How to Train Your Dragon) (als Stimme von Grobian dem Rülpser in der englischen Originalfassung)
- 2010: Kick-Ass
- 2011: Winnie Puuh (Winnie Pooh) (als Stimme von der Eule in der englischen Originalfassung)
- 2012: Merida – Legende der Highlands (Brave) (Stimme von Lord Macintosh in der englischen Originalfassung)
- 2014: Drachenzähmen leicht gemacht 2 (How to Train Your Dragon 2) (als Stimme von Grobian dem Rülpser in der englischen Originalfassung)
- 2019: Drachenzähmen leicht gemacht 3: Die geheime Welt (How to Train Your Dragon: The Hidden World) (als Stimme von Grobian dem Rülpser in der englischen Originalfassung)

## Literarische Werke
- 2006: Between the Bridge and the River (Roman). Chronicle Books, 2006. ISBN 0-8118-5375-6, ISBN 0-8118-5819-7.
- 2009: American on Purpose: The Improbable Adventures of an Unlikely Patriot (Autobiographie). HarperCollins, 2009. ISBN 0-06-171954-4.
- 2019: Riding the Elephant: A Memoir of Altercations, Humiliations, Hallucinations, and Observations (Memoiren). Penguin Group, 2019. ISBN 978-0525533917.

## Diskografie
als Drummer
- 1980: Exposure – Video Eyes / Style + Fashion (Single; als Adam Eternal)
- 1981: Ana Hausen – Professionals (Single)

als Sänger
- 1986: Bing Hitler A Lecture For Burns Night (Compilation Honey At The Core)
- 1987: Bing Hitler With The Chain Gang – Creepy Crawlies (auf: Makin' Tracks)
- 1988: Scotland Hooch Och Aye (Single)
- 2001: L. O. V. E. (Soundtrack Born Romantic – Music From The Motion Picture)
- 2014: (mit Gerard Butler, Mary Jane Wells, John Powell) For The Dancing And The Dreaming (Soundtrack How To Train Your Dragon 2 (Music From The Motion Picture))

als Stand-Up-Comedian
- 1986: (als Bing Hitler) Live At The Tron
- 1988: Mental Bing Hitler Is Dead?
- 1990: A Big Stoatir
- 2009: A Wee Bit O' Revolution
- 2011: Does This Need To Be Said?
- 2013: I'm Here To Help (Grammy Awards 2014: Nominierung als Best Comedy Album)
- 2015: Just Being Honest (Grammy Awards 2016: Nominierung als Best Comedy Album)

## Auszeichnungen
- 2003: Zuschauerpreis des US Comedy Arts Festival (für I'll Be There)[9]
- 2009: Peabody Award (für The Late Late Show with Craig Ferguson: An Evening with Archbishop Desmond Tutu)[10]
- 2015: Daytime Emmy Award als Outstanding Game Show Host (für Celebrity Name Game)[11]
- 2016: Daytime Emmy Award als Outstanding Game Show Host (für Celebrity Name Game)[12]